# Ferrovia Cork-Youghal
La ferrovia Cork-Youghal  è una linea ferroviaria irlandese, parzialmente in esercizio, che collega la città di Cork a quella di Midleton. In origine e fino al 1982, si estendeva fino a Youghal.
La gestione della linea è affidata alla Iarnród Éireann (IÉ).

## Storia
La linea fu costruita dalla Cork & Youghal railway (C&YR). Nel 1859 fu aperto il tratto fra la stazione di Cork e quella di Midleton, mentre l'anno seguente fu attivato il servizio fino al capolinea di Youghal.
Nel 1862 da Glounthaune si diramò la linea per Cobh, anch'essa esercita dalla C&YR. Ben presto la linea per Cobh acquisì una maggior importanza per cui il binario fu raddoppiato nel tratto in comune.
La C&YR fu acquistata dalla Great Southern and Western Railway (GS&WR) nel 1866 che fu incorporata nella Great Southern Railways (GSR) nel 1924. La gestione della linea passò alla Córas Iompair Éireann (CIÉ) che decise di chiuderla al servizio passeggeri nel 1963. Il servizio merci fu mantenuto fino al 1982, con sporadici servizi destinati allo scalo di Youghal fino al 1987.
Negli anni duemila, la linea fu ricostruita fino a Midleton dalla IÉ che la riaprì al servizio passeggeri nel 2009 nell'ambito del rete suburbana di Cork.

## Caratteristiche
La linea è una ferrovia a binario semplice, ad eccezione del tronco Cork – Glounthaune che risulta essere a doppio binario. Lo scartamento adottato è quello standard irlandese da 1600 mm.
La ferrovia non è elettrificata, per cui sono impiegati treni a trazione Diesel.

## Percorso
|  |  |  | Unknown route-map component "exKBHFa" |

|  | Unknown route-map component "STR+l" | Unknown route-map component "tSTRaq" | Unknown route-map component "xKRZt" | Unknown route-map component "tCONTfq" |

|  | Station on track |  | Unknown route-map component "exSTR" |  |

|  | Unknown route-map component "eABZg+l" | Unknown route-map component "exSTRq" | Unknown route-map component "exSTRr" |  |

|  | Unknown route-map component "eHST" |

|  | Unknown route-map component "eHST" |

|  | Stop on track |

|  | Station on track |

| Unknown route-map component "CONTgq" | Unknown route-map component "ABZgr" |  |  |  |

|  | Station on track |

|  | Unknown route-map component "KBHFxe" |

|  | Unknown route-map component "exHST" |

|  | Unknown route-map component "exBHF" |

|  | Unknown route-map component "exKBHFe" |

- Little Island assunse l'attuale denominazione nel 1862, in origine si chiamava Island Bridge[1].
- Glounthaune fu denominata Queenstown Junction fino al 1928, quando il suo nome divenne Cobh Junction. Nel 1994, assunse l'odierna denominazione[1].

## Traffico
Dal punto di vista del servizio passeggeri, la linea è utilizzata dai treni della relazione Cork Kent – Midleton del servizio ferroviario suburbano di Cork con corse cadenzate a frequenza oraria per entrambe le direzioni.